# Reinhold Schäfer
Reinhold Schäfer (* 13. Dezember 1945 in Worms; † 8. Dezember 2022) war ein deutscher Informatiker und Hochschullehrer. 

## Leben
Schäfer besuchte nach der Volksschule das Gauß-Gymnasium Worms, an dem er 1966 das Abitur ablegte. Sein Studium schloss er 1972 mit dem Diplom in Physik an der Universität Mainz ab und promovierte 1979 im Institut für Biophysik. Der Titel seiner Dissertation über den Benham-Effekt beim Menschen lautet: Untersuchung der Reizparameter bei musterinduzierten Flickerfarben.
Nach dem Studium arbeitete Schäfer als Gruppenleiter für wissenschaftliche Anwendungen bei Boehringer Ingelheim. 1988 wurde er Professor für Datenbanken und Methoden der Künstlichen Intelligenz am Fachbereich Informatik der Fachhochschule Wiesbaden (heute Hochschule RheinMain). 1989 übernahm er die Projektleitung des „Wiesbadener Computerintegrierten Labors“ (WICIL), das auf dem Gebiet der Vollautomatisierung im Bereich der Biowissenschaften forscht. Im Jahr 2007 war er Vice President, 2008 President der Association for Laboratory Automation. Als Professor war bis 2009 an der Hochschule RheinMain tätig.
Reinhold Schäfer verstarb wenige Tage vor seinem 77. Geburtstag im Dezember 2022.

## Werke
Schäfer war als Autor an 130 wissenschaftlichen Veröffentlichungen beteiligt.